# Oka (automerk)
De VAZ 1111 Oka (Russisch: ВАЗ 1111 Ока) is een door AvtoVAZ in de Sovjet-Unie ontworpen kleine auto die werd geproduceerd van 1988 tot 2008. De auto werd aanvankelijk verkocht onder de merknamen KamAZ (КамАЗ), SeAZ (СеАЗ) en Lada, later als zelfstandig automerk Oka. De naam komt van de rivier Oka.

## Geschiedenis

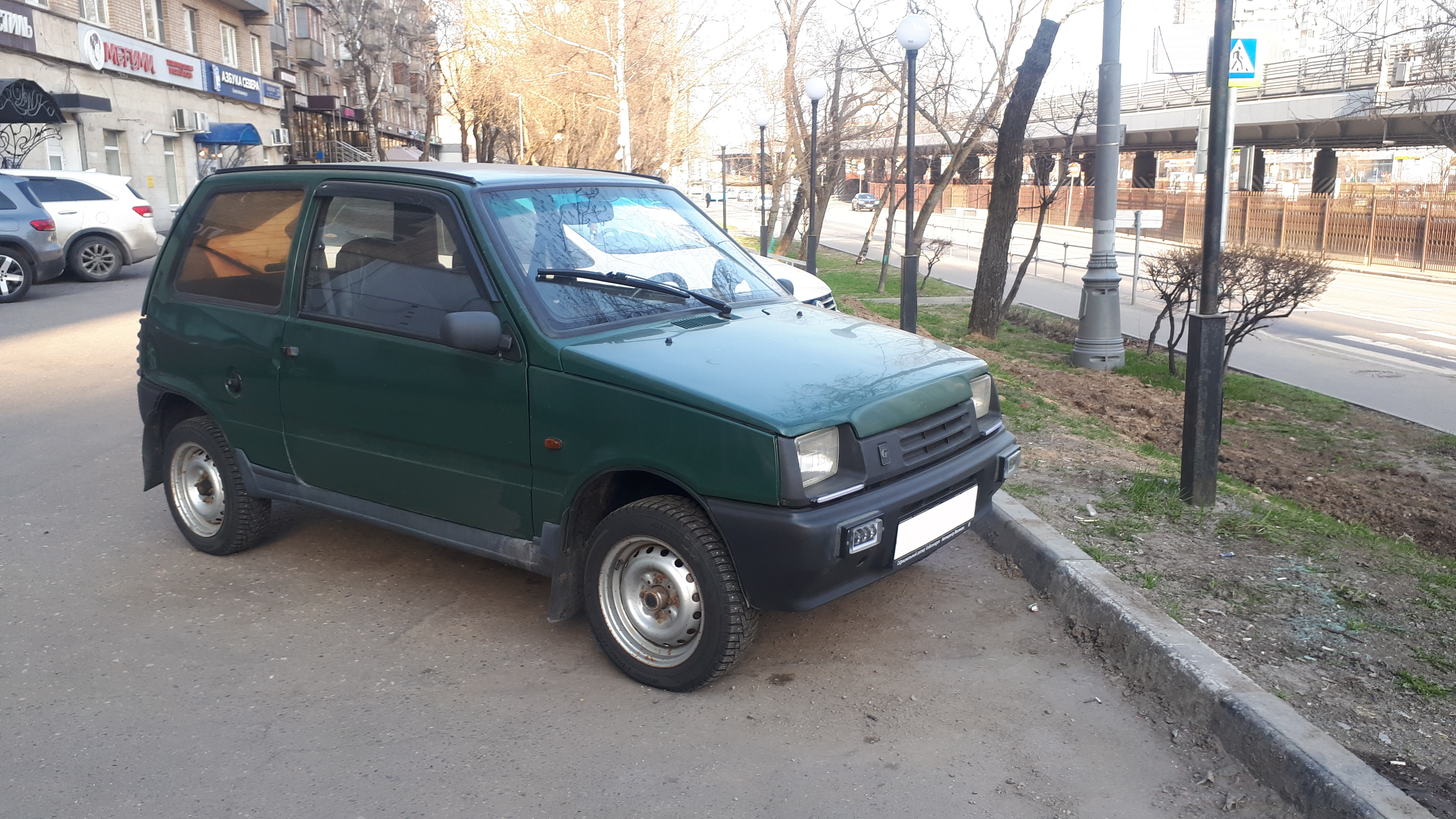

Sinds 1981 dacht men bij VAZ aan een kleine auto onder de ZAZ. Het doel was met deze auto de massamotorisering te bespoedigen. Ook bij SeAZ in Serpukhov, een fabrikant gespecialiseerd in dwergauto's voor gehandicapten, was behoefte aan een nieuw product.
Het gezamenlijke project werd in 1985 in de Sovjet-Unie in de openbaarheid gebracht. Als gunstige aanschafprijs (speciaal voor jonge mensen) werd 3500 roebel genoemd. Ter vergelijking: de aanschafprijs van de VAZ 2101 (Lada 1200) was meer dan 7000 roebel. In 1986 werden de eerste prototypes voorgesteld met een leeggewicht van 650 kg. De auto was voor vier personen toegelaten, de noodzakelijke binnenruimte werd bereikt door de relatief korte overhang voor en achter. De vormgeving van de aerodynamisch gunstige tweedeurs hatchback met steile voorruit en rechte achterkant was geïnspireerd op Japanse kei cars als de Daihatsu Cuore.
Voor de Oka werden veel onderdelen van andere VAZ-modellen gebruikt, zoals bedieningselementen, controle-instrumenten en deurgrepen. De carrosseriedelen, wielophanging en vering kwamen van KamAZ, terwijl de SeAZ-fabriek kleine persdelen leverde. De 1111 werd aanvankelijk aangedreven door een 649 cc tweecilinder motor, praktisch een gehalveerde VAZ 2108 (Lada Samara)-motor, zichtbaar door gebruik van dezelfde zuigers en nokkenasaandrijving.
Terwijl de 1111 was ontwikkeld door VAZ werd alleen de nulserie van de Oka (eind 1987) daar gebouwd. Vanaf 1988 liepen de Oka's bij KamAZ (later SeverstalAvto) in Naberezjnye Tsjelny van de band, de geplande productie was 50.000 stuks per jaar. Vanaf 1990 werd de Oka ook geproduceerd bij SeAZ, waaronder speciale versies voor gehandicapten. Er waren grote plannen voor een nieuwe fabriek in Yelabuga maar die bleef uit. De Oka werd ook geproduceerd in Azerbeidzjan door de autofabriek in Gandzja.

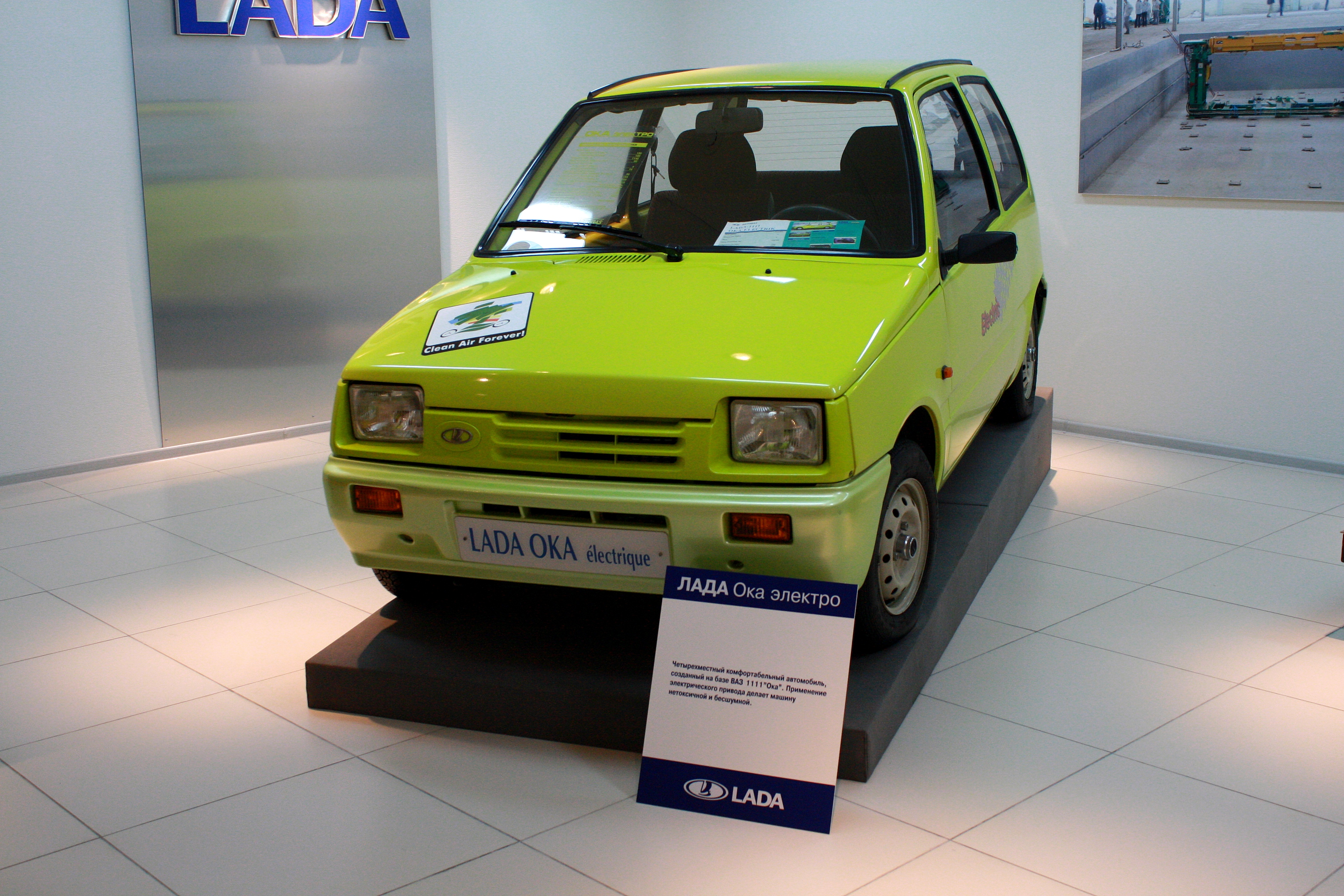
Oka Electro
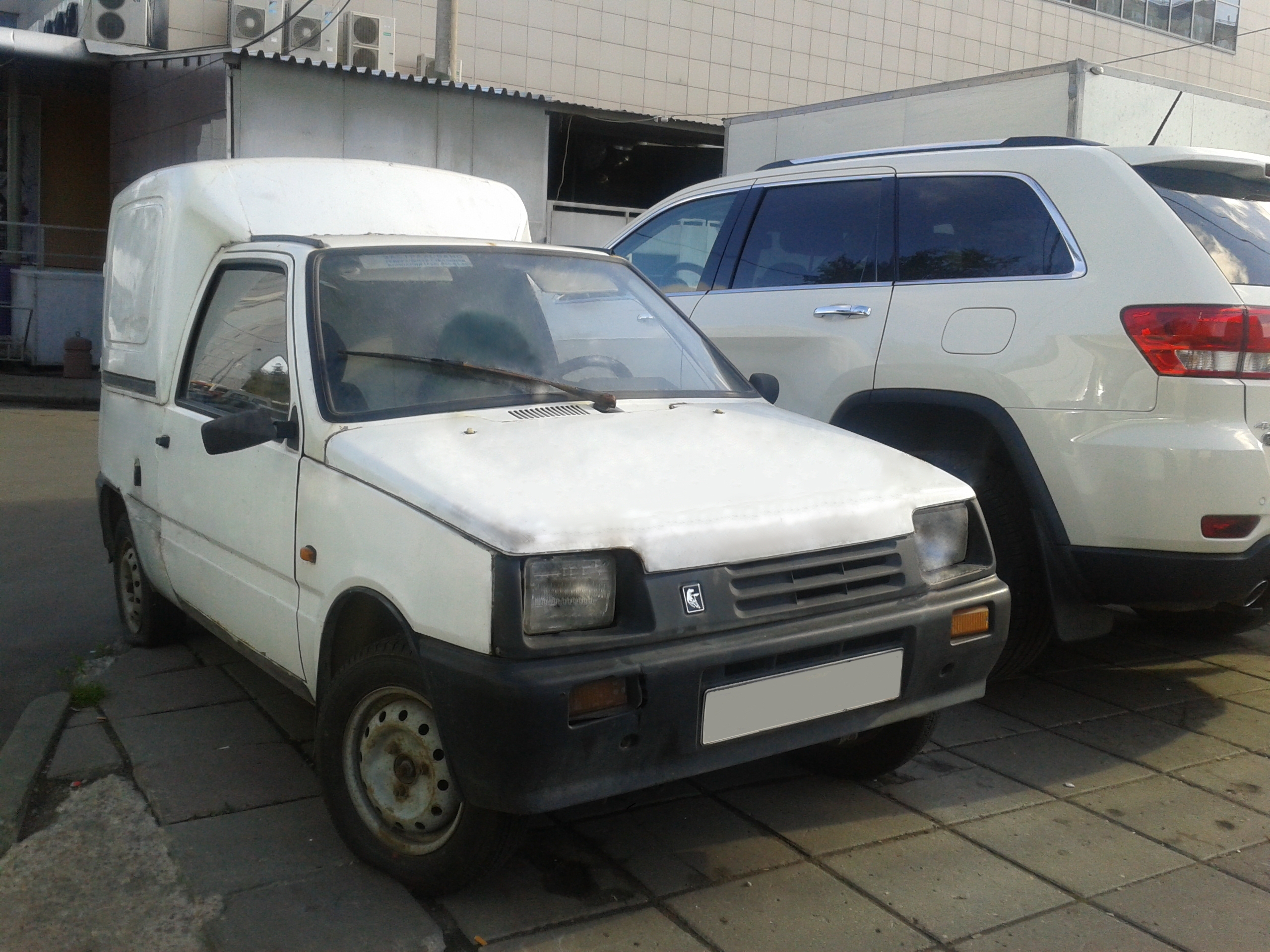
Oka bestelwagen
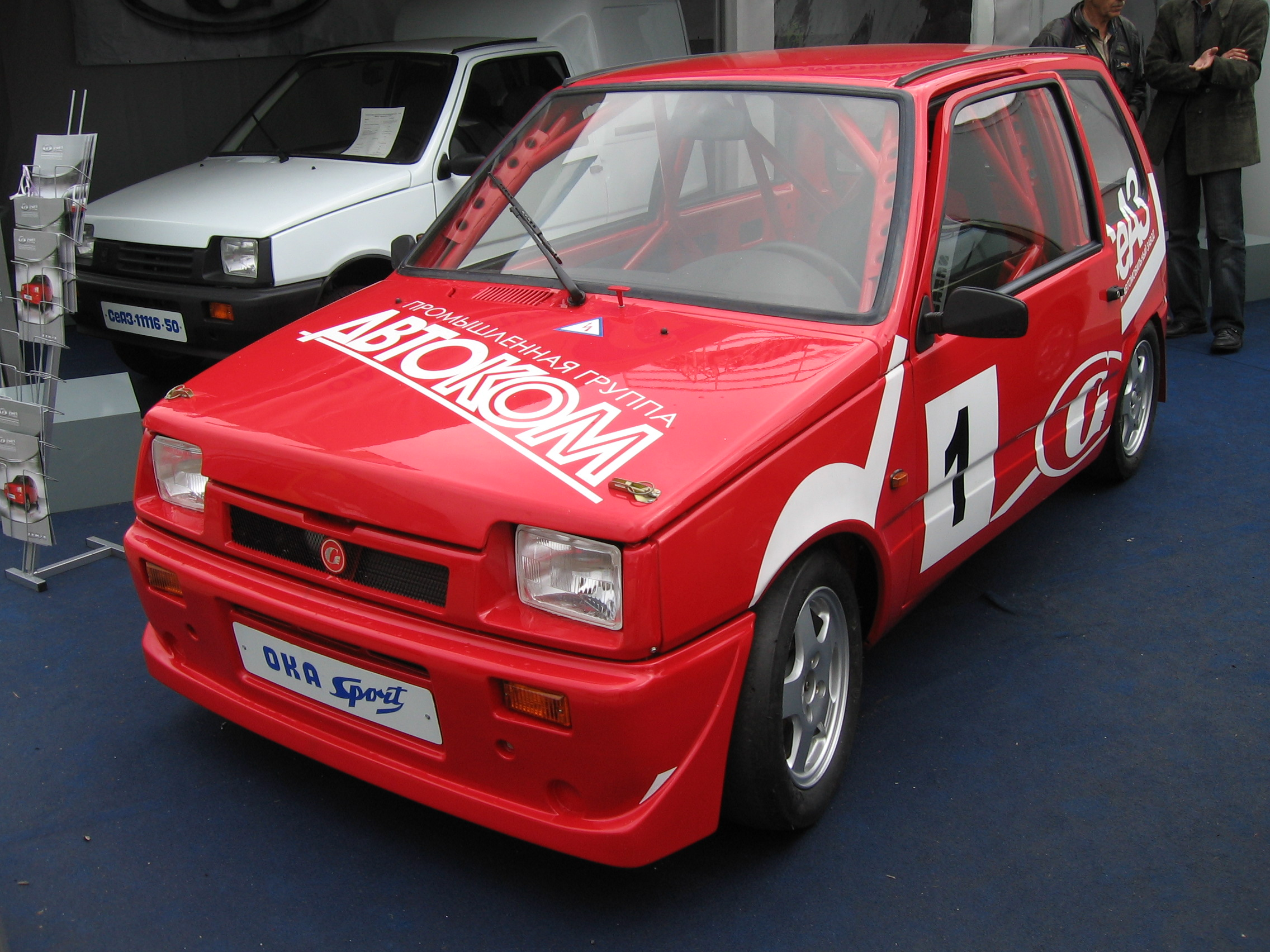
Oka Sport

In 1989 toonde VAZ op de autotentoonstelling in Moskou een elektrische versie. Deze werd geproduceerd op basis van speciale bestelling. Verder verschenen drie- en viercilindermotoren, uitvoeringen voor autosportgebruik en lichte bedrijfsvoertuigen met een laadruimte in plaats van twee achterstoelen.
De serieproductie van de OKA eindigde in Rusland in 2008 toen SeAZ de laatste partij Oka's met Chinese FAW Euro2-motoren bouwde. In verschillende versies rolden 700.000 stuks van de lopende band gedurende een periode van bijna twee decennia.
Modellen in productie:
Granta · 
Largus · 
Vesta · 
XRAY · 
Niva

Modellen niet meer in productie:
1200 · 
1300 · 
1500 · 
1600 · 
2105 · 
2107 · 
2104 · 
Oka · 
Samara · 
110 · 
111 · 
112 · 
Nadezjda ·
Kalina ·
Priora